# Ulica gen. Leopolda Okulickiego w Radomiu
Ulica gen. Leopolda Okulickiego w Radomiu – ulica w Radomiu.
Według wykazu nazw ulic i placów miasta Radomia pełna nazwa ulicy brzmi „gen. Leopolda Okulickiego”, zaś skrócona – „gen. Okulickiego”. Ulica Okulickiego biegnie od Placu im. ks. Romana Kotlarza do ul. Kieleckiej. Znajduje się w ciągu drogi powiatowej nr 5347W. Przebiega przez osiedla Stare Miasto i Zamłynie, zaś jej fragmenty stanowią granicę między osiedlami Zamłynie i Kaptur oraz Stare Miasto i Śródmieście. Długość ulicy wynosi około 1,2 km.

## Architektura
Rejestr zabytków
W rejestrze zabytków Narodowego Instytutu Dziedzictwa znajdują się poniższe obiekty:
- nr 8 – dom, koniec XIX w.
- nr 9 – dom, 2. poł. XIX w.
- nr 88/90 – zespół dróżniczówki, 1819-30:
  - dróżniczówka
  - „konduktorka”
  - studnia z kołowrotem
  - piwnica

Gminna ewidencja zabytków
Ponadto do gminnej ewidencji zabytków miasta Radomia (stan z 2017), oprócz obiektów z rejestru zabytków, wpisane są też obiekty:
- nr 6 – dom murowany, lata 20. XX w.
- nr 8 – d. garbarnia Schnierstein murowana, pałacyk murowany, ok. 1830 r., 4 ćw. XIX w.
- nr 9 – dworek, d.. przychodnia, murowany, 2. poł. XIX w.
- nr 23 – dom drewniany, pocz. XX w.
- nr 26 – dom murowany, lata 20. XX w.
- nr 30 – dom murowany, lata 30. XX w.
- nr 34 – dom murowany, pocz. XX w.
- nr 36 – dom murowany, pocz. XX w.
- nr 37 – dom murowany, pocz. XX w.
- nr 39 – budynek gospodarczy po garbarni murowany, koniec XIX w.
- nr 42 – dom murowany, koniec XIX w.
- nr 44 – dom murowany, pocz. XX w.
- nr 46 – dom murowany, pocz. XX w.
- nr 49 – d. stajnie wojskowe, ob. bud. mieszkalny, murowany, WC przy d. budynku straży przemysłowej, murowany, 1928
- nr 50 – dom murowany, koniec XIX w.
- nr 52 – dom murowany, koniec XIX w.
- nr 61 – dom murowany, 1925
- nr 63 – dom drewniany, lata 20. XX w.
- nr 81 – dom drewniany, ok. 1925
- nr 94 – dom drewniany, ok. 1920
- Okulickiego/Główna – krzyż przydrożny Krzyż Wolności, 1919